# Processo de impeachment de Carlos Moisés e Daniela Reinehr
O impeachment de Carlos Moisés (PSL) e Daniela Reinehr (sem partido), Governador e Vice-Governadora de Santa Catarina, consistiu em dois processos que visavam a perda do cargo e a inabilitação para função pública em razão do cometimento de crime de responsabilidade. Iniciados em 2020, ambos os processos chegaram a tramitar simultaneamente, fato inédito no Brasil até então.

## Antecedentes
Carlos Moisés da Silva e Daniela Reinehr elegeram-se em 2018, respectivamente para os cargos de Governador e Vice-Governadora de Santa Catarina, com a expressiva votação de 71,09% dos votos válidos no segundo turno. A vitória de ambos, na época, foi creditada à chamada "onda Bolsonaro", uma vez que ambos eram integrantes do mesmo partido de Jair Bolsonaro, eleito Presidente da República naquele mesmo ano.
Pouco tempo após assumir o cargo, Carlos Moisés iniciou um processo de afastamento de sua imagem pública da imagem do Presidente Jair Bolsonaro, o que gerou insatisfação em seus eleitores e base de aliados e estremeceu sua relação com a Vice-Governadora Daniela Reinehr.
O governo de Carlos Moisés foi muito criticado pela falta de diálogo político e dificuldade de aproximação com o Poder Legislativo, culminando em derrotas em votações importantes para o Governo no parlamento. Carlos Moisés também passou a ser alvo de críticas do setor produtivo, por conta da adoção de medidas controversas, a exemplo da tributação de agrotóxicos.
As críticas ao governo de Carlos Moisés se intensificaram a partir da pandemia da COVID-19, por conta de decisões restritivas que desagradaram diversos setores da economia. Além disso, o governo ficou ainda mais fragilizado quando vieram à tona escândalos de corrupção envolvendo contratações relacionadas ao combate da pandemia.

## Primeiro processo de impeachment na Assembleia Legislativa

### O pedido
Ralf Zimmer Júnior apresentou, em 13 janeiro de 2020, denúncia por crime de responsabilidade na ALESC, contra o governador e a vice-governadora do estado, além de Jorge Tasca, então Secretário de Administração do Estado, afirmando que o salário dos procuradores do Estado teria sido aumentado de forma ilegal. Os salários teriam sido equiparados aos dos procuradores da Assembleia Legislativa, por meio do pagamento de valor denominado de "verba de equivalência", passando de R$ 33 mil para R$ 35 mil. A ilegalidade seria devido a tal aumento ter sido concedido por meio de ato administrativo, e não pela aprovação de lei via legislativo.
O aumento foi concedido aos procuradores em setembro de 2019, tendo sido suspenso, por determinação do Tribunal de Contas de Santa Catarina, em maio de 2020.

### Instauração
Em análise inicial, o presidente da ALESC, deputado Júlio Garcia (PSD), rejeitou a abertura do processo, seguindo parecer da Procuradoria da Assembleia, no dia 5 de fevereiro. A justificativa foi de que o pedido não possuía os requisitos mínimos para sustentar uma acusação por crime de responsabilidade.
No entanto, em 11 de maio, Zimmer apresentou novamente a denúncia, com novos documentos para sustentar suas alegações. Dessa vez, a Procuradoria emitiu parecer favorável à abertura do processo, de modo que o presidente da ALESC acatou o parecer e instaurou o processo, em 22 de julho.

### Comissão Especial
Uma vez admitido o processo, foi montada Comissão Especial, composta por 9 deputados, responsáveis por produzir um relatório recomendando ao plenário a abertura ou arquivamento do processo. A comissão foi formada por indicação dos blocos partidários existentes na casa, com a seguinte distribuição de vagas: MDB (2 vagas); PSL/PL (2 vagas); PP/PSB/Republicanos/PV (2 vagas); PSD/PSDB/PDT/PSC (2 vagas); PT (1 vaga). A composição final da comissão foi a que segue:
| Deputado              | Partido      | Observação      |
| --------------------- | ------------ | --------------- |
| Fabiano da Luz        | PT           |                 |
| Ismael dos Santos     | PSD          |                 |
| Jessé Lopes           | PSL          | Relator Adjunto |
| João Amin             | PP           | Presidente      |
| Luiz Fernando Vampiro | MDB          | Relator         |
| Marcos Vieira         | PSDB         |                 |
| Maurício Eskudlark    | PL           | Vice-Presidente |
| Moacir Sopelsa        | MDB          |                 |
| Sérgio Motta          | Republicanos |                 |

A composição da Comissão Especial foi submetida a votação no plenário da casa, tendo sido aprovada com 32 votos favoráveis, 5 contrários e 1 abstenção.
Em 15 de setembro, os relatores apresentaram à Comissão seu relatório, recomendo ao plenário da ALESC que autorizasse a abertura do processo, tanto em relação ao governador quanto à vice. No caso de Tasca, o mesmo acabou pedindo exoneração do cargo durante a tramitação do processo, o que provocou a sua exclusão. O relatório acabou aprovado de forma unânime.

### Admissibilidade
Uma vez aprovado o relatório final da Comissão Especial, é de competência exclusiva do plenário da ALESC decidir pela admissibilidade ou não do processo. Tal votação, contudo, exige maioria qualificada de 2/3 para aprovar a admissibilidade, ou seja: para aprovar o processo, é preciso que haja o voto favorável de, no mínimo, 27 dos 40 deputados estaduais. Votação inferior a isso implicaria em rejeição do pedido e arquivamento do processo.
No dia 17 de setembro, 48 horas após aprovação do relatório na comissão, o plenário da ALESC se reunião em duas reuniões para votar, sucessivamente, a admissibilidade do pedido quanto à vice-governadora e ao governador, nessa ordem. Na sessão, manifestou-se, primeiro, o advogado de Zimmer, autor da denúncia. Em seguida, falaram os advogados de Daniela e de Moisés para realizar suas defesas. Por fim, discursaram os deputados, manifestando suas opiniões. O quadro de votações foi o que segue:
| Deputado(a)            | Partido      | Voto          | Voto            |
| Deputado(a)            | Partido      | Carlos Moisés | Daniela Reinehr |
| ---------------------- | ------------ | ------------- | --------------- |
| Ada de Luca            | MDB          | SIM           | SIM             |
| Altair Silva           | PP           | NÃO           | NÃO             |
| Ana Campagnolo         | PSL          | SIM           | SIM             |
| Bruno Souza            | NOVO         | NÃO           | NÃO             |
| Cesar Valduga          | PCdoB        | SIM           | SIM             |
| Coronel Mocellin       | PSL          | NÃO           | NÃO             |
| Dr. Vicente Caropreso  | PSDB         | NÃO           | NÃO             |
| Fabiano da Luz         | PT           | SIM           | SIM             |
| Felipe Estevão         | PSL          | SIM           | SIM             |
| Fernando Krelling      | MDB          | SIM           | SIM             |
| Ismael dos Santos      | PSD          | SIM           | SIM             |
| Ivan Naatz             | PL           | SIM           | SIM             |
| Jair Miotto            | PSC          | SIM           | SIM             |
| Jerry Comper           | MDB          | SIM           | SIM             |
| Jessé Lopes            | PSL          | SIM           | SIM             |
| João Amin              | PP           | SIM           | SIM             |
| José Milton Scheffer   | PP           | NÃO           | NÃO             |
| Júlio Garcia           | PSD          | ABSTENÇÃO     | ABSTENÇÃO       |
| Kennedy Nunes          | PSD          | SIM           | SIM             |
| Laércio Schuster       | PSB          | SIM           | SIM             |
| Luciane Carminatti     | PT           | SIM           | SIM             |
| Luiz Fernando Vampiro  | MDB          | SIM           | SIM             |
| Marcius Machado        | PL           | SIM           | NÃO             |
| Marcos Vieira          | PSDB         | SIM           | SIM             |
| Marlene Fengler        | PSD          | SIM           | SIM             |
| Maurício Eskudlark     | PL           | SIM           | SIM             |
| Mauro de Nadal         | MDB          | SIM           | SIM             |
| Milton Hobus           | PSD          | SIM           | SIM             |
| Moacir Sopelsa         | MDB          | SIM           | SIM             |
| Nazareno Martins       | PSB          | SIM           | SIM             |
| Neodi Saretta          | PT           | SIM           | SIM             |
| Nilso Berlanda         | PL           | SIM           | SIM             |
| Padre Pedro Baldissera | PT           | SIM           | SIM             |
| Paulinha               | PDT          | NÃO           | NÃO             |
| Ricardo Alba           | PSL          | SIM           | SIM             |
| Romildo Titon          | MDB          | SIM           | SIM             |
| Sargento Lima          | PSL          | SIM           | SIM             |
| Sergio Motta           | Republicanos | SIM           | SIM             |
| Valdir Cobalchini      | MDB          | SIM           | SIM             |
| Volnei Weber           | MDB          | SIM           | SIM             |

Desse modo, o impeachment de Carlos Moisés recebeu 33 votos favoráveis, 6 contrários e 1 abstenção, ao passo que o de Daniela recebeu 32 votos favoráveis, 7 contrários e 1 abstenção. Como ambos atingiram a marca de 27 votos que era necessária, ambos os processos foram admitidos, sendo remetidos ao Tribunal Misto, órgão responsável por julgar o impeachment no seu mérito.

## Primeiro processo de impeachment no Tribunal Misto
O Tribunal Misto é o órgão com atribuição de efetuar o processamento e julgamento final do pedido de impeachment. Esse tribunal possui 11 membros em sua composição, mostrada a seguir:
- 5 deputados estaduais da ALESC, eleitos por seus pares;
- 5 desembargadores do TJSC, escolhidos por sorteio;
- Presidente do TJSC, que preside o Tribunal Misto e só vota em casos de empate.

### Escolha dos Desembargadores
O presidente do TJSC, desembargador Ricardo Roesler, já estava confirmado no Tribunal Misto. Os demais membros foram escolhidos por sorteio, em sessão realizada em 23 de setembro. A cada desembargador foi atribuído um número, correspondente à sua antiguidade no tribunal (1 para o mais antigo, e 90 para o mais moderno), removidos os números referentes aos desembargadores afastados ou impedidos. Após sorteado, cada desembargador precisava declarar se aceitava a função ou se declarava suspeito ou impedido para o julgamento. Os sorteados foram:
| Ordem | Número | Desembargador(a)          | Observação |
| ----- | ------ | ------------------------- | ---------- |
| 1     | 56     | Claudia Lambert de Farias | Aceitou    |
| 2     | 57     | Rubens Schulz             | Aceitou    |
| 3     | 35     | Sérgio Antônio Rizelo     | Aceitou    |
| 4     | 32     | Carlos Alberto Civinski   | Aceitou    |
| 5     | 79     | Sidney Eloy Dalabrida     | Suspeição  |
| 6     | 89     | Luis Felipe Schuch        | Aceitou    |

### Escolha dos Deputados
Os deputados que seriam designados para o Tribunal Misto foram escolhidos em sessão plenária, realizada em 23 de setembro, pelo voto dos deputados da ALESC, de forma simultânea à sessão que definiu os desembargadores participantes. Cada deputado poderia votar em até 5 nomes dentre os que se candidataram. Foram lançadas 7 candidaturas: Dr. Vicente Caropreso (PSDB), Kennedy Nunes (PSD), Laércio Schuster (PSB), Luiz Fernando Vampiro (MDB), Marcius Machado (PL) Maurício Eskudlark (PL) e Sargento Lima (PSL). Os deputados Altair Silva (PP) e Paulinha (PDT) haviam se lançado candidatos inicialmente, mas desistiram. O resultado da votação foi o seguinte:
| Deputado              | Partido | Votos | Observação |
| --------------------- | ------- | ----- | ---------- |
| Luiz Fernando Vampiro | MDB     | 30    | Eleito     |
| Maurício Eskudlark    | PL      | 30    | Eleito     |
| Sargento Lima         | PSL     | 30    | Eleito     |
| Kennedy Nunes         | PSD     | 29    | Eleito     |
| Laércio Schuster      | PSB     | 25    | Eleito     |
| Dr. Vicente Caropreso | PSDB    | 11    | Não eleito |
| Marcius Machado       | PL      | 7     | Não eleito |

### Composição do Tribunal Misto
Uma vez definidos os deputados e desembargadores para compor o tribunal, foi escolhido por sorteio o relator do mesmo, em sessão realizada em 25 de setembro. A composição final do Tribunal Misto foi a que segue:
| Membro                   | Origem | Observação |
| ------------------------ | ------ | ---------- |
| Carlos Alberto Civinski  | TJSC   |            |
| Cláudia Lambert de Faria | TJSC   |            |
| Kennedy Nunes            | ALESC  | Relator    |
| Laércio Schuster Júnior  | ALESC  |            |
| Luiz Felipe Schuch       | TJSC   |            |
| Luiz Fernando Vampiro    | ALESC  |            |
| Maurício Eskudlark       | ALESC  |            |
| Ricardo Roesler          | TJSC   | Presidente |
| Rubens Schulz            | TJSC   |            |
| Sargento Lima            | ALESC  |            |
| Sérgio Rizelo            | TJSC   |            |

### Admissibilidade

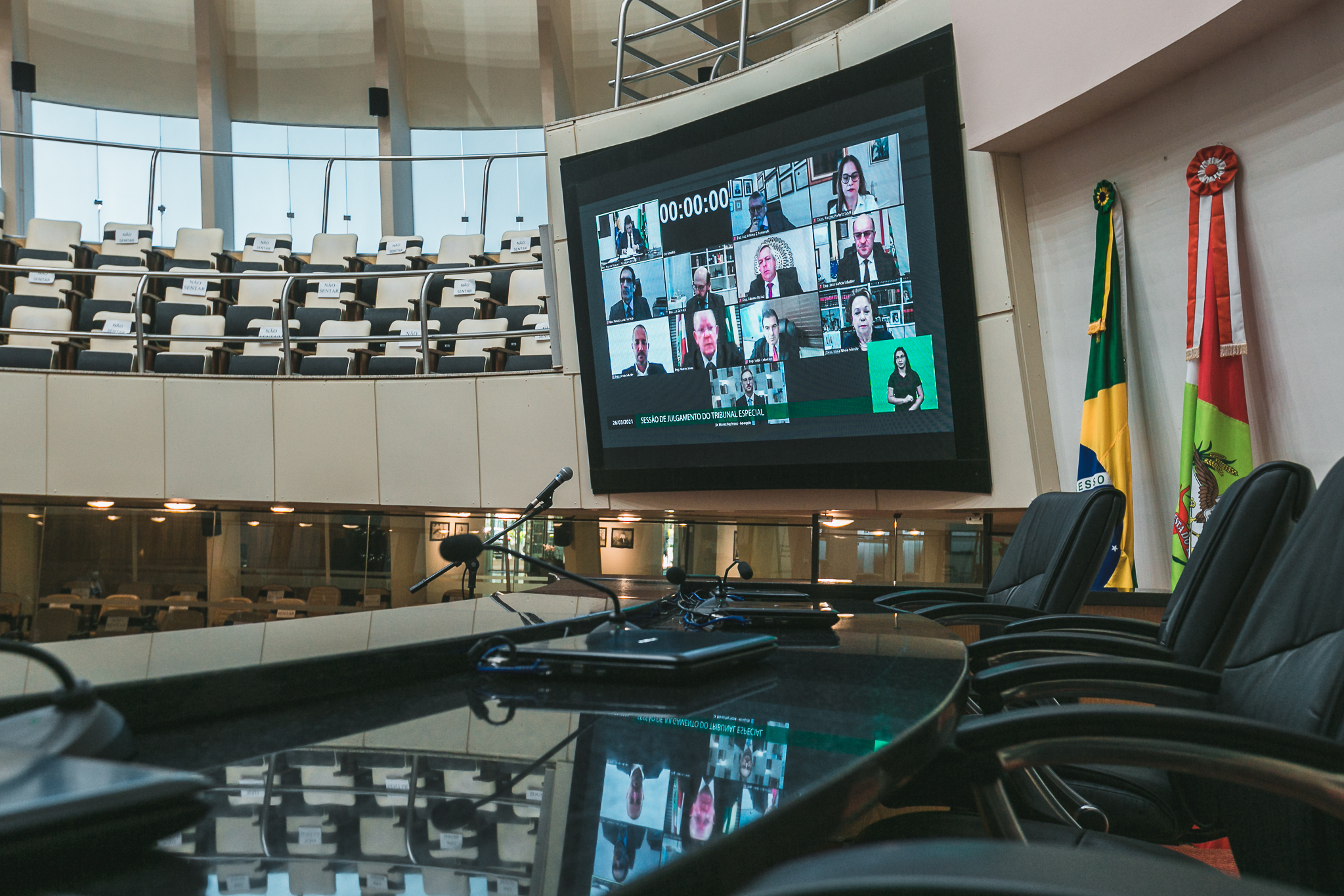
Sessão de admissibilidade do processo de impeachment do Governador Carlos Moisés da Silva, perante o Tribunal Misto.

Uma vez instaurado o tribunal, o relator, deputado Kennedy Nunes, ficou encarregado de elaborar o relatório para o julgamento, que foi entregue no dia 7 de outubro. No entanto, de forma peculiar, apenas o desenvolvimento do relatório, com uma síntese dos fatos e provas, foi tornada pública. A conclusão do relatório, que contém efetivamente o voto sobre a admissão ou não do processo, foi mantida sob sigilo até a data do julgamento.
Em 23 de outubro, o Tribunal se reuniu para deliberar sobre a admissibilidade dos pedidos de impeachment. Os resultados das votações foram os seguintes:
| Membro                   | Voto          | Voto            |
| Membro                   | Carlos Moisés | Daniela Reinerh |
| ------------------------ | ------------- | --------------- |
| Carlos Alberto Civinski  | NÃO           | NÃO             |
| Cláudia Lambert de Faria | NÃO           | NÃO             |
| Kennedy Nunes            | SIM           | SIM             |
| Laércio Schuster         | SIM           | SIM             |
| Luiz Felipe Schuch       | SIM           | SIM             |
| Luiz Fernando Vampiro    | SIM           | SIM             |
| Maurício Eskudlark       | SIM           | SIM             |
| Ricardo Roesler          | PRESIDENTE    | NÃO             |
| Rubens Schulz            | NÃO           | NÃO             |
| Sargento Lima            | SIM           | NÃO             |
| Sérgio Rizelo            | NÃO           | NÃO             |

Desse modo, o Tribunal Misto decidiu, em relação a Carlos Moisés, pelo recebimento da denúncia, por maioria de 6 a 4. Com isso, ele é afastado do cargo pelo período de 180 dias ou até a conclusão do processo, o que ocorrer primeiro. Já em relação a Daniela, o Tribunal decidiu, por maioria de 6 a 5, rejeitar a denúncia e arquivar o processo contra ela, que está livre para assumir, interinamente, a função de governadora. No caso da vice-governadora, a votação terminou empatada, sendo necessário que o presidente, desembargador Ricardo Roesler, fizesse o voto de desempate.

### Julgamento
Em 27 de novembro, o Tribunal Misto se reuniu para fazer o julgamento final do processo de impeachment contra Carlos Moisés. Os votos foram os seguintes:
| Membro                   | Voto       |
| ------------------------ | ---------- |
| Carlos Alberto Civinski  | NÃO        |
| Cláudia Lambert de Faria | NÃO        |
| Kennedy Nunes            | SIM        |
| Laércio Schuster         | NÃO        |
| Luiz Felipe Schuch       | SIM        |
| Luiz Fernando Vampiro    | ABSTENÇÃO  |
| Maurício Eskudlark       | NÃO        |
| Ricardo Roesler          | PRESIDENTE |
| Rubens Schulz            | NÃO        |
| Sargento Lima            | SIM        |
| Sérgio Rizelo            | NÃO        |

Desse modo, o Tribunal decidiu, por maioria de 6 a 3, com 1 abstenção, absolver Carlos Moisés das acusações. Desse modo, o processo é definitivamente arquivado, e o governador, que estava afastado, retorna imediatamente às suas funções. Ressalta-se que, para condenar Carlos Moisés, eram necessários, no mínimo, 7 votos favoráveis no Tribunal, 4 a mais do que efetivamente existiram.

## Segundo processo de impeachment na Assembleia legislativa

### O pedido

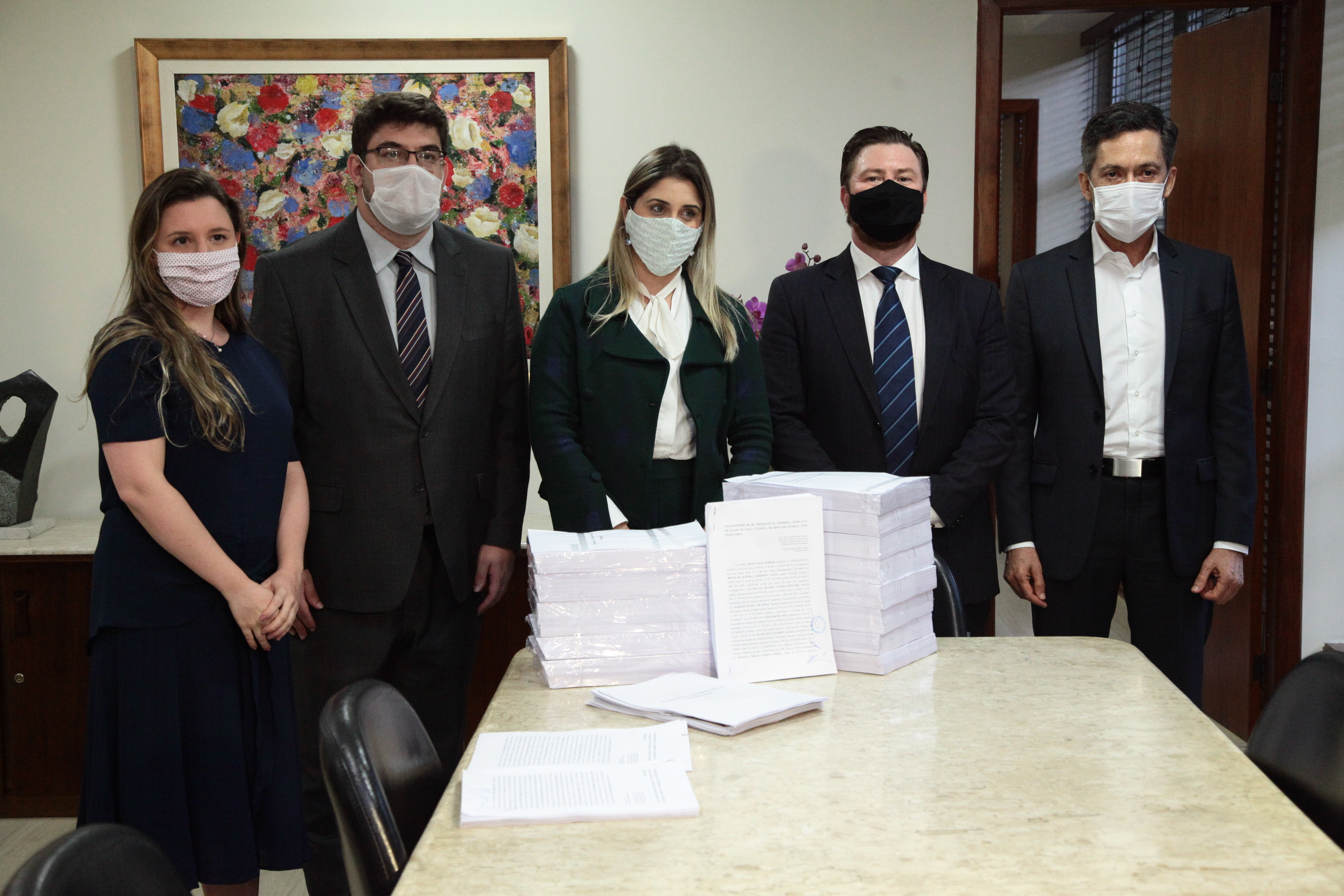
Entrega de pedido de impeachment do Governador e Vice-Governadora de Santa Catarina na ALESC. Na foto, parte dos proponentes do pedido (da esquerda para a direita): Beatriz Campos Kowalski, Dulciane Beckhauser Borchardt, Bruno de Oliveira Carreirão, Leonardo Borchardt e Hélio Cesar Bairros.

O segundo pedido de impeachment contra Carlos Moisés da Silva e Daniela Reinehr foi apresentado por um grupo de 16 pessoas, entre advogados, desembargador aposentado, profissionais liberais e empresários:
- Hélio Cesar Bairros, empresário;
- Bruno de Oliveira Carreirão, advogado;
- Beatriz Campos Kowalski, advogada;
- Marcelo Batista de Sousa, empresário;
- José Marciel Reis, empresário;
- Nilton Silva Pacheco, empresário;
- Carlos Alberto Vieira, empresário;
- Fernando de Mello Vianna, médico;
- Leonardo Borchardt, advogado;
- Dulciane Beckhauser Borchardt, advogada;
- Anselmo Cerello, desembargador aposentado;
- Ivo Borchardt, advogado;
- Gabrielle Beckhauser Rodriguez, advogada;
- Adauto Beckhauser, advogado;
- Josue Ledra Leite, advogado;
- Felipe Henrique Brolese, advogado.

Os autores do pedido apontaram na denúncia que Carlos Moisés da Silva e Daniela Reinehr cometeram crimes no reajuste dos Procuradores do Estado, assim como no primeiro processo de impeachment, e também nas ações do Governo na gestão da Pandemia da COVID-19, como a compra de 200 respiradores sem garantias e a tentativa de contratação de um hospital de campanha em Itajaí. Ao todo, foram apontados oito crimes de responsabildiade cometidos por Carlos Moisés da Silva e quatro crimes de responsabilidade cometidos por Daniela Reinehr.

### Crimes de responsabilidade atribuídos a Carlos Moisés da Silva

#### Compra dos "Respiradores Fantasmas"
A representação apontou que Carlos Moisés da Silva autorizou a compra de duzentos ventiladores pulmonares com pagamento antecipado, no valor de R$ 33 milhões, sem exigência de mínimas garantias junto à empresa Veigamed, em processo de dispensa de licitação eivado de vícios. Apesar do pagamento antecipado, os respiradores não foram entregues e a fornecedora se revelou uma empresa de fachada. Por isso, o episódio foi apelidado de compra dos "respiradores fantasmas". A peça atribuiu ao Governador o crime de responsabilidade de ordenar despesas não autorizadas por lei ou sem observâncias legais.

#### Mentira em depoimento à CPI
Os denunciantes acusaram Carlos Moisés da Silva de ter mentido à CPI dos Respiradores, instalada pela ALESC para apurar o caso dos "respiradores fantasmas", ao informar datas diferentes sobre sua ciência a respeito da compra. À CPI, o governador afirmou saber do caso em 22 de abril de 2020. Em live, porém, no dia seguinte após a publicação de matéria pelo The Intercept Brasil denunciando o caso, ele afirmou que soube "no dia de ontem" (28 de abril de 2020).

#### Contratação fraudulenta de hospital de campanha
A representação também foi motivada pela tentativa de contratação de hospital de campanha, no valor de R$ 76 milhões, em um processo com uma série de irregularidades, com a conivência de Carlos Moisés da Silva. Após denúncias e judicialização, o Governo desistiu da contratação. Os denunciantes alegaram que o processo de contratação teve prazos muitos curtos, valores acima do mercado (mesmo em contexto de pandemia) e favorecimento à empresa vencedora.

#### Omissão em punir os responsáveis pela compra dos "Respiradores Fantasmas"
No caso dos "respiradores fantasmas", além do ordenamento ilegal de despesas, a peça também apontou a recusa do governador em punir os responsáveis pela compra fraudulenta. Por isso, acusaram Carlos Moisés da Silva de ter cometido o crime de responsabilidade de não tornar efetiva a responsabilidade dos seus subordinados. 

#### Pagamento da verba de equivalência aos Procuradores do Estado
A representação também teve como objeto o pagamento da verba de equivalência aos Procuradores do Estado de Santa Catarina, que já era alvo do primeiro processo de impeachment. Sobre esse episódio, os denunciantes apontaram dois crimes de responsabilidade: ordenar despesa não autorizada, ao permitir o pagamento da equiparação salarial dos Procuradores do Estado com os Procuradores da ALESC, e falta de transparência do processo, uma vez que a equiparação foi aprovada em processo sigiloso.

#### Retirada do projeto de reforma da previdência
O pedido de impeachment apontou, ainda, dois crimes de responsabilidade relacionados à retirada de dois projetos - uma PEC e um PLC - referentes à reforma da previdência dos servidores estaduais pelo Governador. Os denunciantes argumentaram que a motivação de Carlos Moisés para pedir a retirada da reforma foi a aprovação de emendas pelos deputados, o que configuraria um ataque ao exercício do Poder Legislativo. Além disso, apontaram o crime de responsabilidade de expedir ordens ou fazer requisição de forma contrária às disposições expressas da Constituição, pela falta de motivação oficial para a retirada dos projetos.

### Crimes de responsabilidade atribuídos a Daniela Reinehr
A representação apontou quatro crimes de responsabilidade atribuídos à Vice-Governadora Daniela Reinehr. Dos quatro, três referiam-se à negligência com o patrimônio público em três ocasiões: na retirada da reforma da previdência, na compra dos respiradores e no pagamento da verba de equivalência aos Procuradores do Estado. Além disso, Daniela foi acusada também de oposição ao livre exercício do Poder Judiciário, em razão de seu silêncio na tentativa de redução do duodécimo dos poderes via lei de diretrizes orçamentárias.

### Instauração
O presidente da ALESC, deputado Júlio Garcia (PSD), autorizou a abertura do processo, seguindo parecer da Procuradoria da Assembleia, no dia 3 de setembro, com relação aos crimes de responsabilidade relacionados à compra dos respiradores e contratação do hospital de campanha. A acusação referente ao pagamento de verba de equivalência aos Procuradores do Estado foi rejeitada, pois já era objeto de outro processo de impeachment. Os demais crimes de responsabilidade denunciados, por sua vez, foram considerados atípicos.

### Comissão Especial
Assim como no primeiro processo, foi montada uma nova Comissão Especial, composta por 9 deputados, responsáveis por produzir um relatório recomendando ao plenário a abertura ou arquivamento do processo. A composição final da comissão foi a que segue:
| Deputado          | Partido     | Observação       |
| ----------------- | ----------- | ---------------- |
| Ana Campagnolo    | PSL         | Relatora Adjunta |
| Ada de Luca       | MDB         | Vice-Presidente  |
| Fabiano da Luz    | PT          | Presidente       |
| Kennedy Nunes     | PSD         |                  |
| Marcius Machado   | PL          |                  |
| Nazareno Martins  | PSB         |                  |
| Paulinha          | PDT         |                  |
| Sergio Motta      | Republicano |                  |
| Valdir Cobalchini | MDB         | Relator          |

A composição da Comissão Especial foi submetida a votação no plenário da casa, tendo sido aprovada com 29 votos favoráveis e 1 abstenção.
Em 13 de outubro, os relatores apresentaram à Comissão seu relatório, recomendo ao plenário da ALESC que autorizasse a abertura do processo em relação ao Governador e arquivasse em relação à Vice-Governadora. O relatório foi aprovado por unanimidade, prosseguindo, assim, o processo apenas em desfavor do Governador Carlos Moisés.

### Admissibilidade

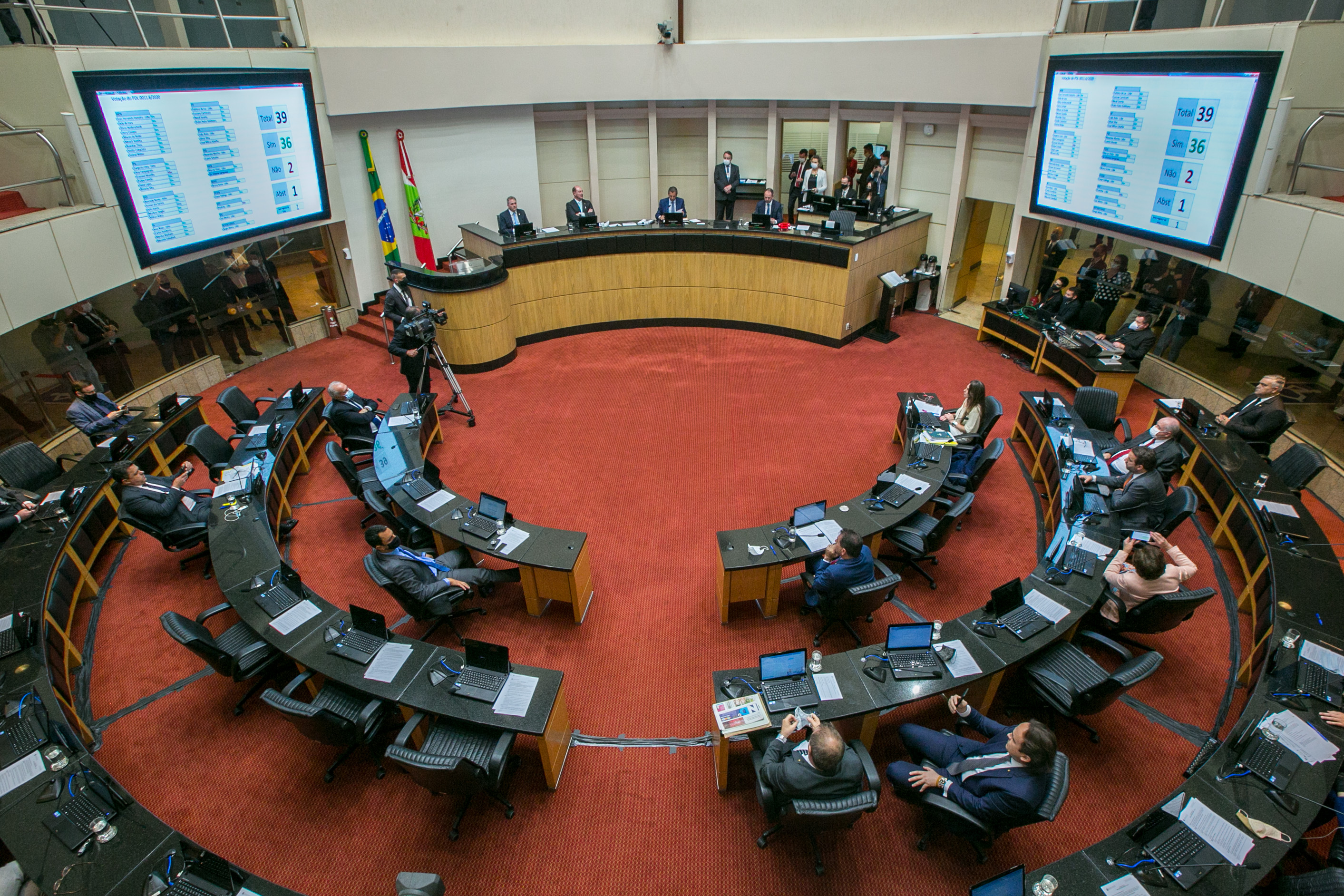
Sessão do plenário da Assembleia Legislativa do Estado de Santa Catarina para discussão e votação do segundo pedido de impeachment do governador Carlos Moisés da Silva, ocorrida em 20 de outubro de 2020.

Após aprovado o relatório final da Comissão Especial, coube ao plenário da ALESC decidir pela admissibilidade ou não do processo. No dia 20 de outubro, o plenário da ALESC se reuniu para apreciar a admissibilidade do segundo pedido de impeachment do Governador Carlos Moisés da Silva. Na sessão, manifestaram-se os advogados Bruno de Oliveira Carreirão e Leonardo Borchardt, em nome dos denunciantes, e o advogado Marcos Fey Probst, em defesa do denunciado. Após, discursaram e deliberaram os deputados. O quadro de votação foi o que segue:
| Deputado(a)            | Partido      | Voto      |
| Ada de Luca            | MDB          | SIM       |
| Altair Silva           | PP           | SIM       |
| Ana Campagnolo         | PSL          | SIM       |
| Bruno Souza            | NOVO         | SIM       |
| Cesar Valduga          | PCdoB        | SIM       |
| Coronel Mocellin       | PSL          | NÃO       |
| Dr. Vicente Caropreso  | PSDB         | AUSÊNCIA  |
| Fabiano da Luz         | PT           | SIM       |
| Felipe Estevão         | PSL          | SIM       |
| Fernando Krelling      | MDB          | SIM       |
| Ismael dos Santos      | PSD          | SIM       |
| Ivan Naatz             | PL           | SIM       |
| Jair Miotto            | PSC          | SIM       |
| Jerry Comper           | MDB          | SIM       |
| Jessé Lopes            | PSL          | SIM       |
| João Amin              | PP           | SIM       |
| José Milton Scheffer   | PP           | SIM       |
| Júlio Garcia           | PSD          | ABSTENÇÃO |
| Kennedy Nunes          | PSD          | SIM       |
| Laércio Schuster       | PSB          | SIM       |
| Luciane Carminatti     | PT           | SIM       |
| Luiz Fernando Vampiro  | MDB          | SIM       |
| Marcius Machado        | PL           | SIM       |
| Marcos Vieira          | PSDB         | SIM       |
| Marlene Fengler        | PSD          | SIM       |
| Maurício Eskudlark     | PL           | SIM       |
| Mauro de Nadal         | MDB          | SIM       |
| Milton Hobus           | PSD          | SIM       |
| Moacir Sopelsa         | MDB          | SIM       |
| Nazareno Martins       | PSB          | SIM       |
| Neodi Saretta          | PT           | SIM       |
| Nilso Berlanda         | PL           | SIM       |
| Padre Pedro Baldissera | PT           | SIM       |
| Paulinha               | PDT          | NÃO       |
| Ricardo Alba           | PSL          | SIM       |
| Romildo Titon          | MDB          | SIM       |
| Sargento Lima          | PSL          | SIM       |
| Sergio Motta           | Republicanos | SIM       |
| Valdir Cobalchini      | MDB          | SIM       |
| Volnei Weber           | MDB          | SIM       |

Desse modo, o impeachment de Carlos Moisés recebeu 36 votos favoráveis, 2 contrários e 1 abstenção, além da ausência do Deputado Dr. Vicente Caropreso. Assim, o processo foi aprovado por margem ainda maior do que o anterior.

## Segundo processo de impeachment no Tribunal Misto
O Tribunal Misto é o órgão com atribuição de efetuar o processamento e julgamento final do pedido de impeachment. Esse tribunal possui 11 membros em sua composição, mostrada a seguir:
- 5 deputados estaduais da ALESC, eleitos por seus pares;
- 5 desembargadores do TJSC, escolhidos por sorteio;
- Presidente do TJSC, que preside o Tribunal Misto e só vota em casos de empate.

### Escolha dos Desembargadores
Assim como no primeiro processo de impeachment, a escolha dos desembargadores para a composição do Tribunal Misto foi realizada por sorteio pelo Tribunal de Justiça de Santa Catarina. Os sorteados foram:
| Desembargador(a)               |
| ------------------------------ |
| Luiz Zanelato                  |
| Sônia Maria Schmitz            |
| Rosane Portella Wolff          |
| Luiz Antônio Zanini Fornerolli |
| Roberto Lucas Pacheco          |

Os desembargadores Cid José Goulart Júnior, Carlos Adilson Silva, José Maurício Lisboa, Altamiro de Oliveira e Sebastião César Evangelista também haviam sido sorteados, mas declararam suspeição de natureza íntima e novos sorteios foram realizados

### Escolha dos Deputados
Os deputados da ALESC mais uma vez elegerem seus representantes para compor o Tribunal Misto. O resultado da votação foi o seguinte:
| Deputado             | Partido | Votos | Observação |
| -------------------- | ------- | ----- | ---------- |
| Valdir Cobalchini    | MDB     | 36    | Eleito     |
| Fabiano da Luz       | PT      | 33    | Eleito     |
| Marcos Vieira        | PSDB    | 33    | Eleito     |
| José Milton Scheffer | PP      | 33    | Eleito     |
| Laércio Schuster     | PSB     | 32    | Eleito     |

Também participaram da eleição os deputados Bruno Souza (Novo), Coronel Mocellin (PSL) e Moacir Sopelsa (MDB), que receberam três votos cada, os deputados Altair Silva (PP), Jessé Lopes (PSL) e João Amin (PP), que receberam dois votos cada e os deputados Dr. Vicente Caropreso (PSDB), Luiz Fernando Vampiro (MDB) e Maurício Eskudlark (PL), que receberam um voto cada.

### Composição do Tribunal Misto
Uma vez definidos os deputados e desembargadores para compor o tribunal, foi escolhido por sorteio o relator , em sessão realizada em 30 de outubro. A composição final do Tribunal Misto foi a que segue:
| Membro                         | Origem | Observação |
| ------------------------------ | ------ | ---------- |
| Fabiano da Luz                 | ALESC  |            |
| José Milton Scheffer           | ALESC  |            |
| Laércio Schuster               | ALESC  |            |
| Luiz Antônio Zanini Fornerolli | TJSC   |            |
| Luiz Zanelato                  | TJSC   |            |
| Marcos Vieira                  | ALESC  |            |
| Ricardo Roesler                | TJSC   | Presidente |
| Roberto Lucas Pacheco          | TJSC   |            |
| Rosane Portella Wolff          | TJSC   | Relatora   |
| Sônia Maria Schmitz            | TJSC   |            |
| Valdir Cobalchini              | ALESC  |            |

### Admissibilidade
Uma vez instaurado o tribunal, a relatora, Des. Rosane Portella Wolff, ficou encarregado de elaborar o relatório. Em 26 de março de 2021, o Tribunal se reuniu para deliberar sobre a admissibilidade dos pedidos de impeachment. Na sessão, manifestaram-se os advogados Bruno de Oliveira Carreirão, Dulcianne Beckhauser Borchardt e Leonardo Borchardt, em nome dos denunciantes, e o advogado Marcos Fey Probst, em defesa do Governador. Após deliberação pelos membros do Tribunal, o resultado da votação foi o seguinte:
| Membro                         | Voto       |
| ------------------------------ | ---------- |
| Fabiano da Luz                 | NÃO        |
| José Milton Scheffer           | NÃO        |
| Laércio Schuster               | SIM        |
| Luiz Antônio Zanini Fornerolli | SIM        |
| Luiz Zanelato                  | SIM        |
| Marcos Vieira                  | NÃO        |
| Ricardo Roesler                | PRESIDENTE |
| Roberto Lucas Pacheco          | SIM        |
| Rosane Portella Wolff          | SIM        |
| Sônia Maria Schmitz            | NÃO        |
| Valdir Cobalchini              | SIM        |

Desse modo, o Tribunal Misto decidiu pelo recebimento da denúncia, por maioria de 6 a 4. Com isso, Carlos Moisés da Silva foi novamente afastado do cargo, assumindo interinamente a Vice-Governadora Daniela Reinehr, até o julgamento do pedido de impeachment.

### Julgamento

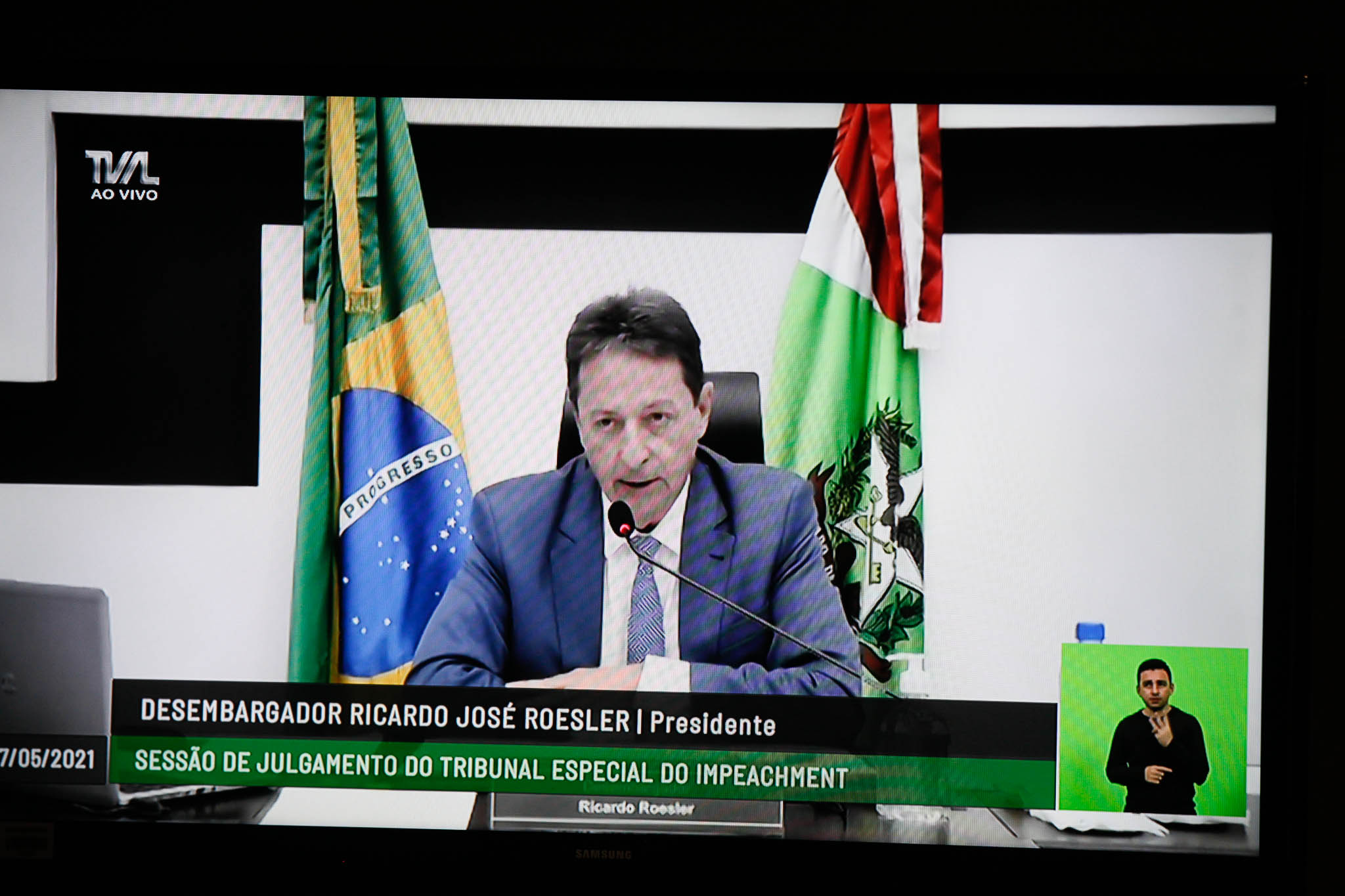
Desembargador Ricardo Roesler, presidente do Tribunal Misto, proclama o resultado final do julgamento do processo de impeachment de Carlos Moisés da Silva, Governador de Santa Catarina,

Em 7 de maio de 2021, o Tribunal Misto se reuniu para o julgamento final do segundo processo de impeachment contra Carlos Moisés. Representando os denunciantes, apresentaram defesa oral os advogados Bruno de Oliveira Carreirão, Josué Ledra Leite, Ivo Borchardt, Dulcianne Beckhauser Borchardt e Leonardo Borchardt. Em defesa do Governador, mais uma vez sustentou o advogado Marcos Fey Probst. Após deliberação, os votos foram os seguintes:
| Membro                         | Voto       |
| ------------------------------ | ---------- |
| Fabiano da Luz                 | NÃO        |
| José Milton Scheffer           | NÃO        |
| Laércio Schuster               | SIM        |
| Luiz Antônio Zanini Fornerolli | SIM        |
| Luiz Zanelato                  | SIM        |
| Marcos Vieira                  | NÃO        |
| Ricardo Roesler                | PRESIDENTE |
| Roberto Lucas Pacheco          | SIM        |
| Rosane Portella Wolff          | SIM        |
| Sônia Maria Schmitz            | NÃO        |
| Valdir Cobalchini              | SIM        |

Apesar dos 6 votos para a condenação, não foi atingido o quórum mínimo de 7 votos necessários. Por isso, prevaleceram os 4 votos pela absolvição de Carlos Moisés da Silva. Assim, o processo foi definitivamente arquivado e o Governador retornou às suas funções novamente.

## Consequências
Carlos Moisés da Silva passou a governar com uma coalizão de partidos, que outrora fizeram oposição a ele. O principal articulador político do governo estadual passou a ser Eron Giordani - que, curiosamente, era, até então, chefe de gabinete do Deputado Júlio Garcia (PSD), considerado um dos principais articuladores e interessados no impeachment. Giordani foi nomeado Secretário da Casa Civil logo após Carlos Moisés ter sido absolvido no primeiro processo de impeachment.
O advogado Marcos Fey Probst, bem-sucedido na defesa do Governador em ambos os processos, foi nomeado Desembargador do Tribunal de Justiça de Santa Catarina, pela vaga destinada ao quinto constitucional, pelo próprio Carlos Moisés.

Nas eleições de 2022, Carlos Moisés da Silva concorreu à reeleição para o cargo de Governador de Santa Catarina, mas não conseguiu chegar ao segundo turno, tendo obtido apenas 16,99% dos votos válidos. Por outro lado, Daniela Reinehr elegeu-se deputada federal.